# Fontaine des Quatre-Parties-du-Monde
Koordinaten: 48° 50′ 27,8″ N, 2° 20′ 12,5″ O

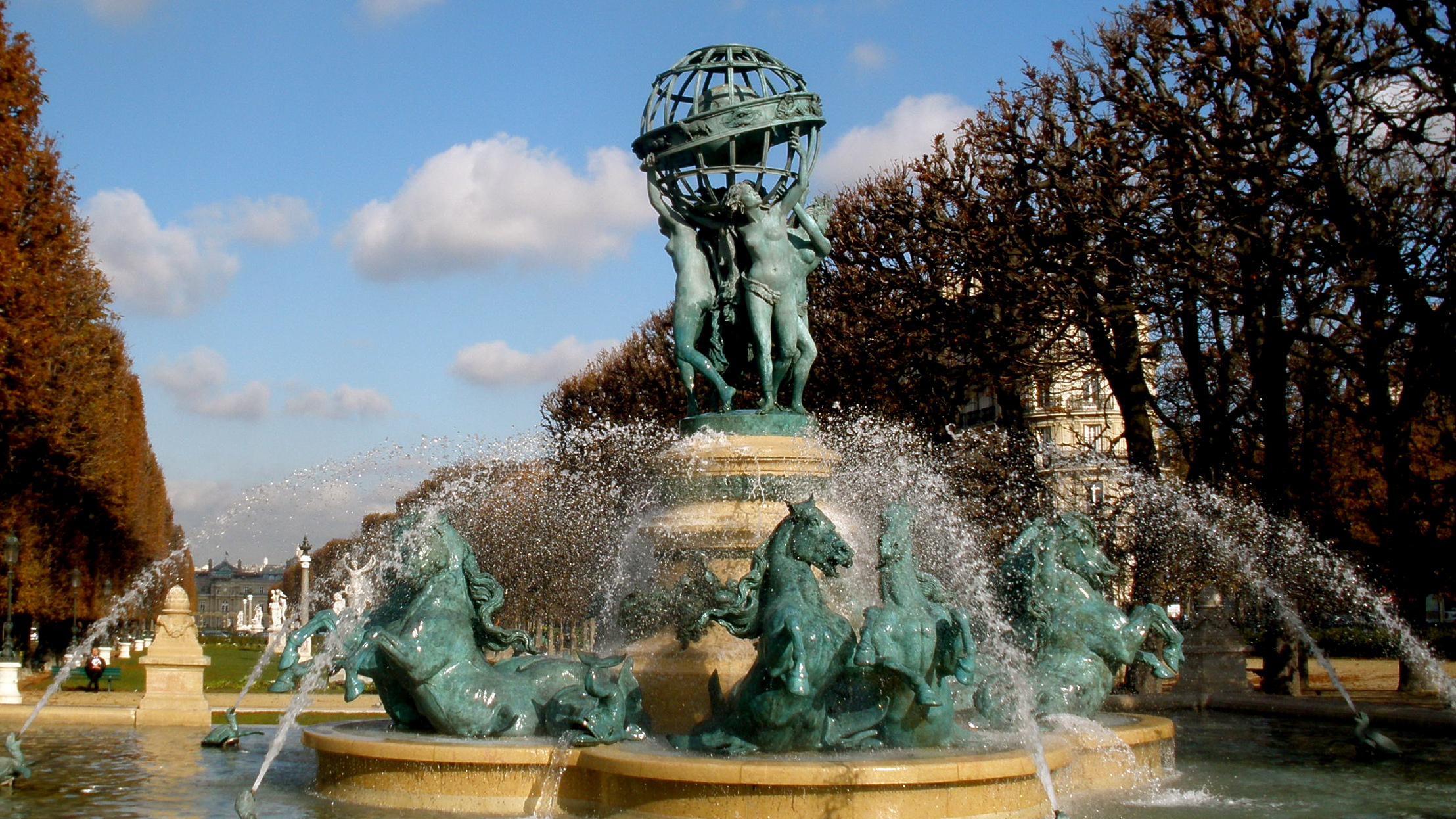
Gesamtansicht

Die  Fontaine des Quatre-Parties-du-Monde, auch Fontaine de l’Observatoire oder Fontaine Carpeaux, ist ein Monumentalbrunnen im Jardin Marco-Polo, auf halbem Weg zwischen dem Jardin du Luxembourg und dem namensgebenden Pariser Observatorium. Er wurde zwischen 1867 und 1874 errichtet. Der Entwurf stammt vom französischen Architekten Gabriel Davioud, das Ergebnis ist jedoch ein Gemeinschaftswerk mehrerer Künstler.
Die namensgebende Skulptur Les quatre parties du monde soutenant la sphère céleste von Jean-Baptiste Carpeaux besteht aus vier nackten Frauenfiguren, die auf ihren Schultern eine Himmelssphäre mit den Tierkreiszeichen und der Erde im Zentrum tragen. Die Frauen stehen mit jeweils stereotypen Merkmalen für die vier Erdteile. Ihre dynamische Körperhaltung suggeriert die Erdrotation. Die Skulptur steht auf einem mit bronzenen Muscheln und Wasserpflanzen verzierten Sockel von Louis Villeminot. Die Basis aus zwei Becken mit acht Hippokampen sowie wasserspeihenden Fischen und Schildkröten, Werken von Emmanuel Frémiet, kann als Darstellung der Ozeane verstanden werden.

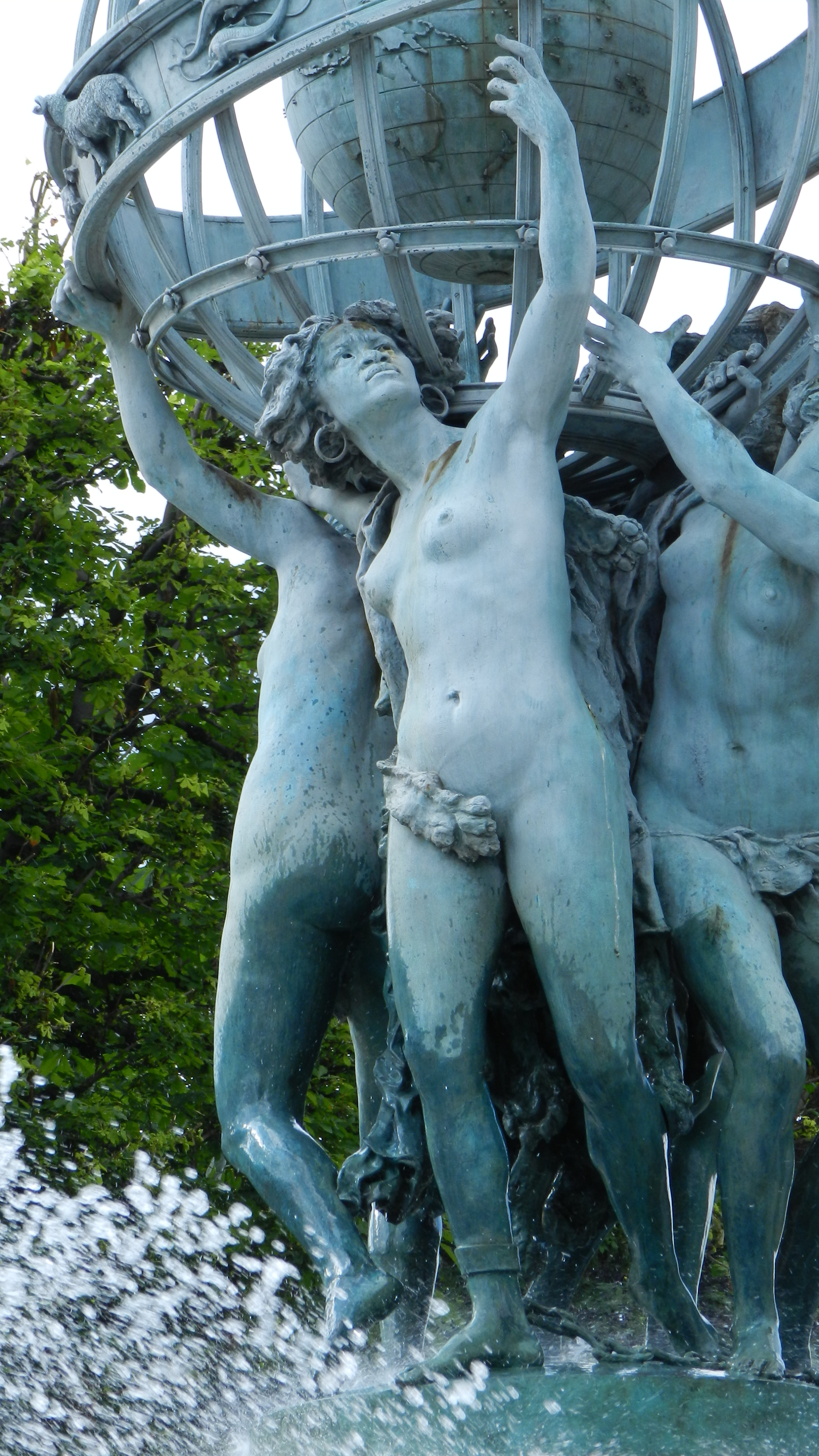
Afrika
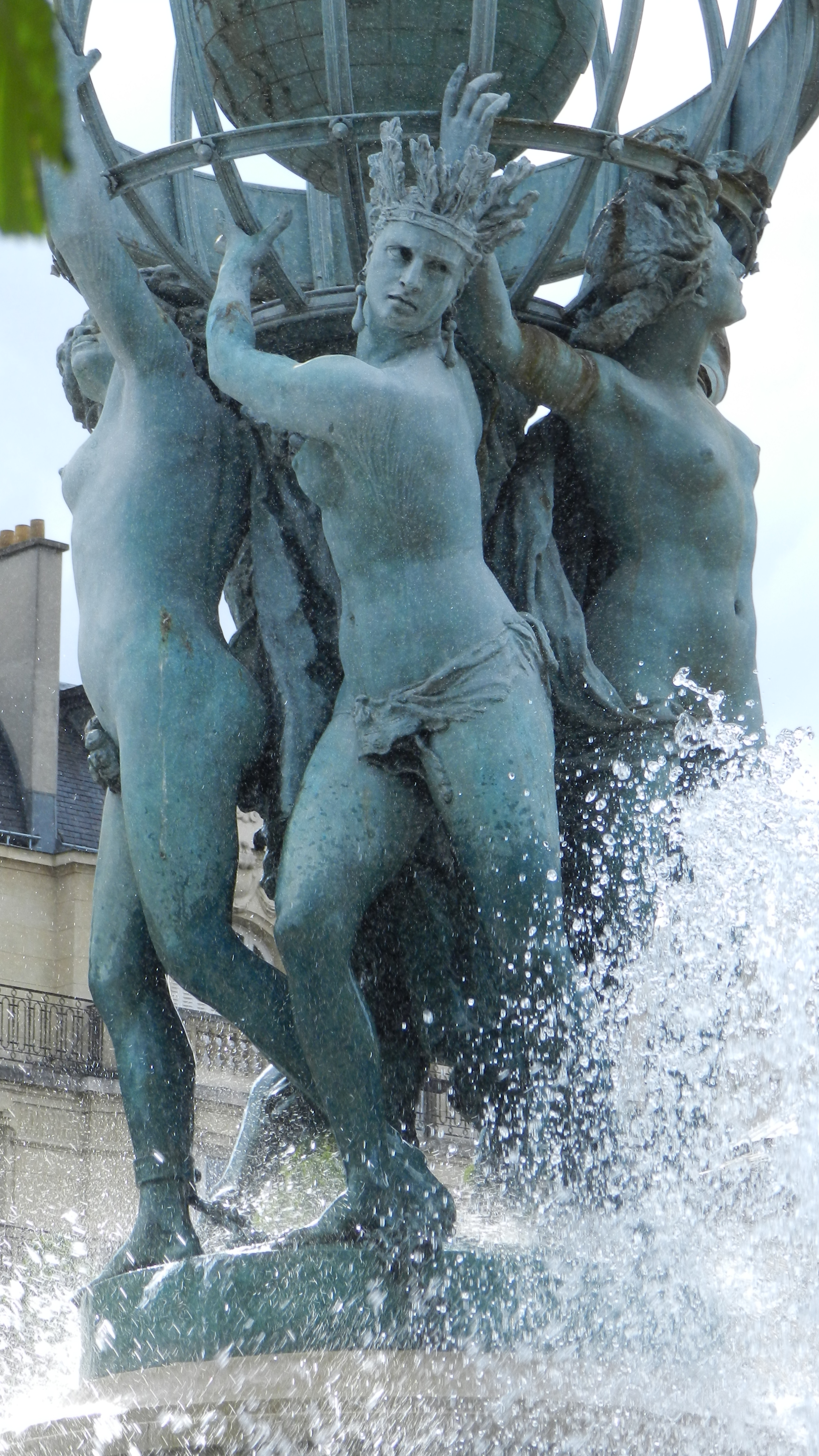
Amerika
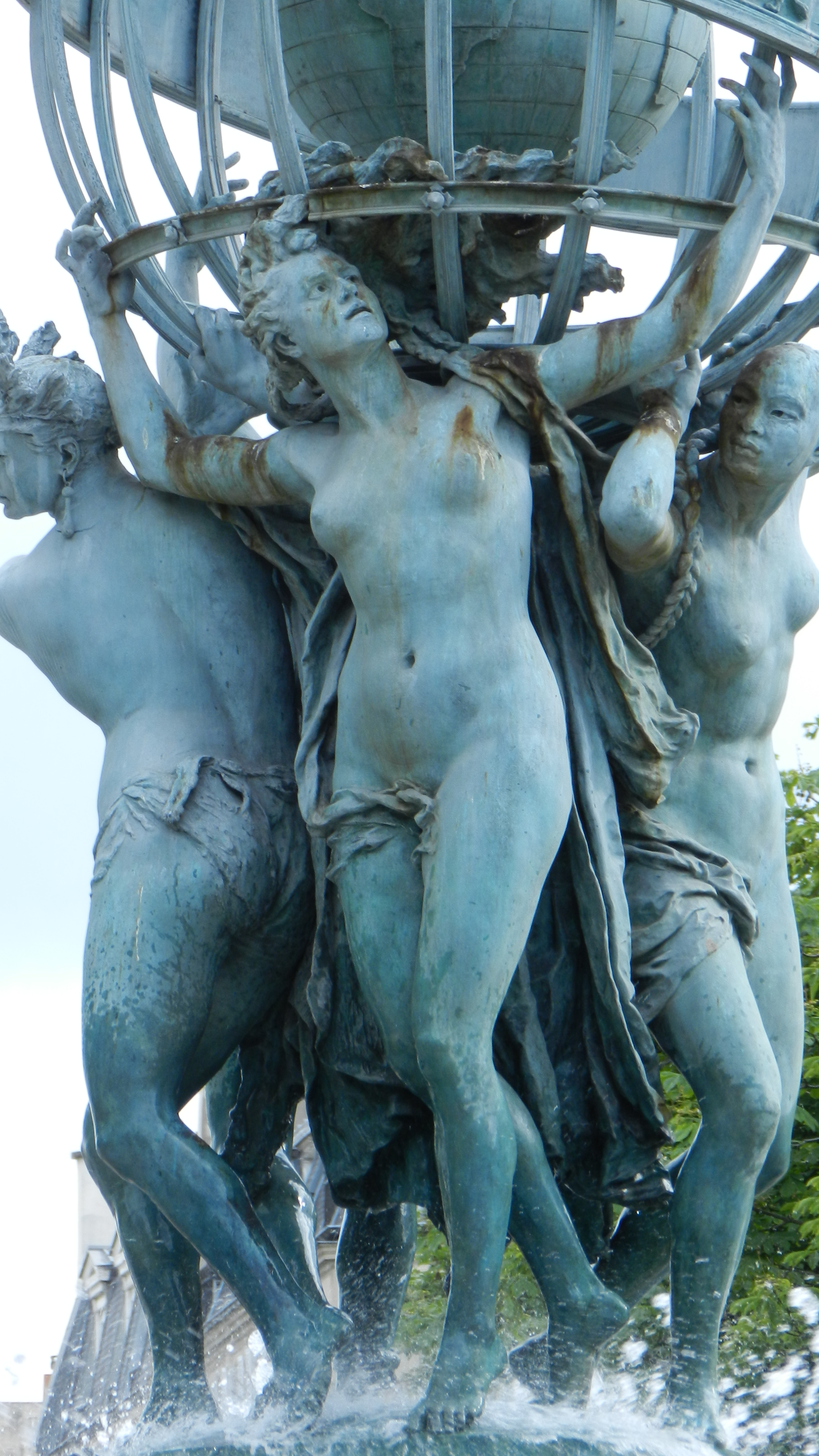
Europa
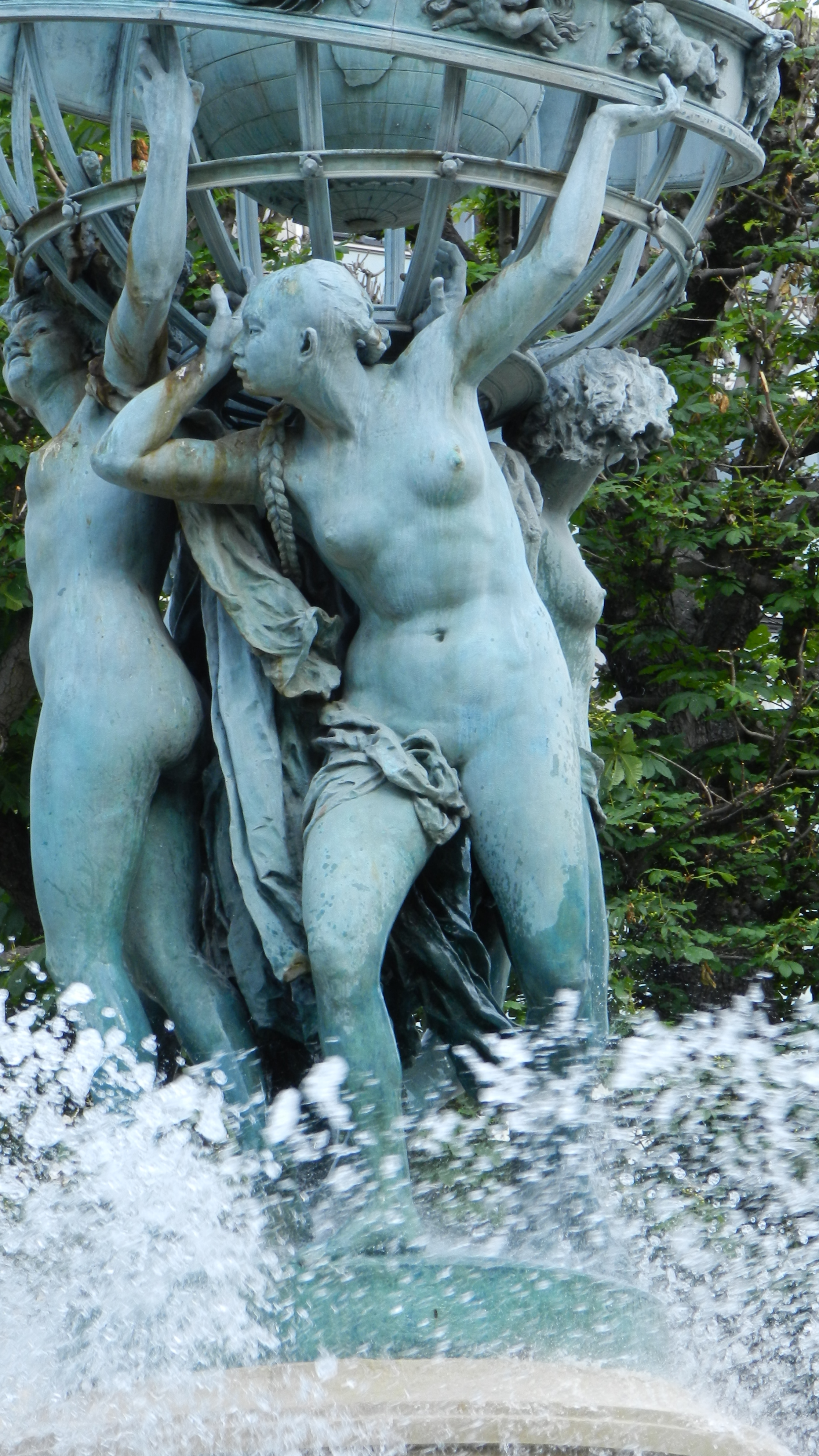
Asien